# Arao
Arao (jap. 荒尾市, -shi) ist eine japanische Stadt in der Präfektur Kumamoto auf der Insel Kyūshū.

## Geographie
Arao liegt nördlich von Kumamoto und südlich von Fukuoka und Kurume.

## Geschichte
Die Stadt Arao entstand am 1. April 1942 aus dem Zusammenschluss der Gemeinde Arao (荒尾町, -machi) mit 4 Dörfern (有明村, 平井村, 八幡村, 府本村) im Landkreis Tamana.

## Sehenswürdigkeiten
In Arao befindet sich der Vergnügungspark Greenland.

## Verkehr
- Straße:
  - Kyūshū-Autobahn
  - Nationalstraßen 208, 389
- Zug:
  - JR Kagoshima-Hauptlinie: nach Kitakyūshū und Kagoshima

## Weblinks

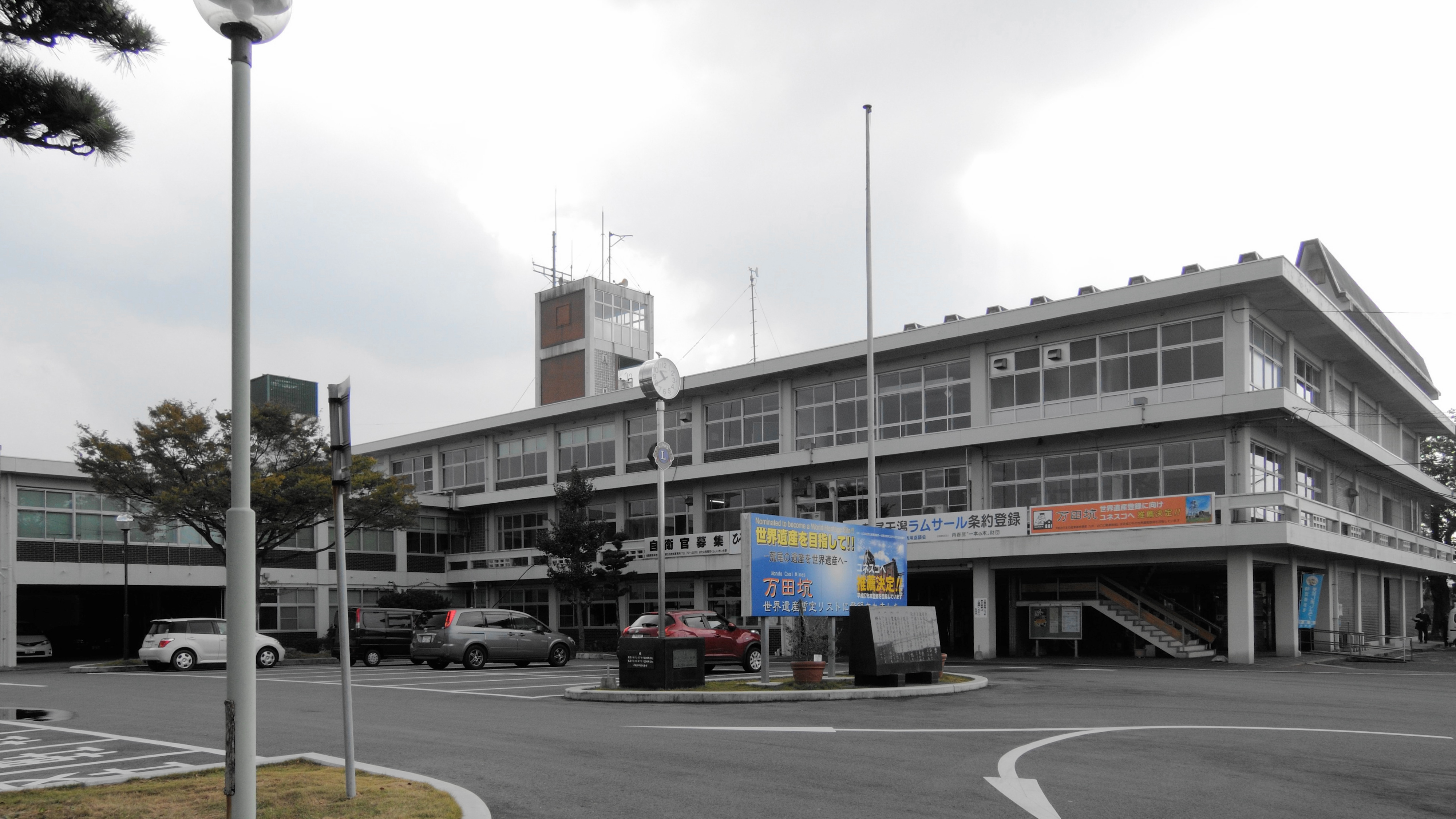
Rathaus von Arao

## Angrenzende Städte und Gemeinden
- Präfektur Kumamoto
  - Tamana
  - Nagasu
  - Nankan
- Präfektur Fukuoka
  - Ōmuta